# Cầu Storseisundet
Cầu Storseisundet (tiếng Na Uy: Storseisundbrua) là cầu dài nhất trong 8 cây cầu trong cung đường Đại Tây Dương ("The Atlantic Road"), nối liền bán đảo Romsdal đến đảo Averøya thuộc hạt Møre og Romsdal, Na Uy. Đây là một trong những tuyến du lịch quốc gia chính thức của đất nước này.
Storseisundet Bridge là cầu đúc hẫng có chiều dài 260 mét (850 ft), độ cao gầm cầu 23 mét (75 ft). Cầu khánh thành vào ngày 7 tháng 7 năm 1989 và là tuyến đường thu phí mãi cho đến tháng 6 năm 1999.
Theo số liệu của Cục du lịch Na Uy, trong suốt 6 năm xây dựng những người công nhân đã phải vật lộn với nhiều kiểu thời tiết thất thường của khu vực và công việc bị gián đoạn bởi 12 cơn bão.